# Joseph-François Davignon
Pour les articles homonymes, voir Davignon.
François Joseph Davignon (né vers le 5 août 1807,, à Saint-Mathias, mort le 23 avril 1867 à Au Sable Forks) est un médecin du Bas-Canada et des États-Unis. Il a aussi été un Patriote républicain du Bas-Canada et un chirurgien dans l'armée de l'Union lors de la Guerre civile aux États-Unis,,.

## Biographie

### Au Bas-Canada
François Joseph Davignon est le fils de Joseph Davignon, dit Beauregard, cultivateur,, et de Victoire Vandandaigue Gadbois. Il est l'aîné d'une famille de onze enfants et le frère de Pierre Davignon et d'André Davignon, eux aussi médecins et Patriotes. Sa sœur Hedwidge sera la seconde supérieure des Sœurs des Saints-Noms de Jésus et de Marie; son nom de religieuse était Sr Véronique du Crucifix.
Sa demande de licence médicale au Bas-Canada est datée du 1er juillet 1833. Il pratique la médecine à Saint-Jean.
Dès 1833, il devient un organisateur du mouvement patriote dans les comtés de Chambly et de Rouville.

#### Événements de 1837 et de 1838

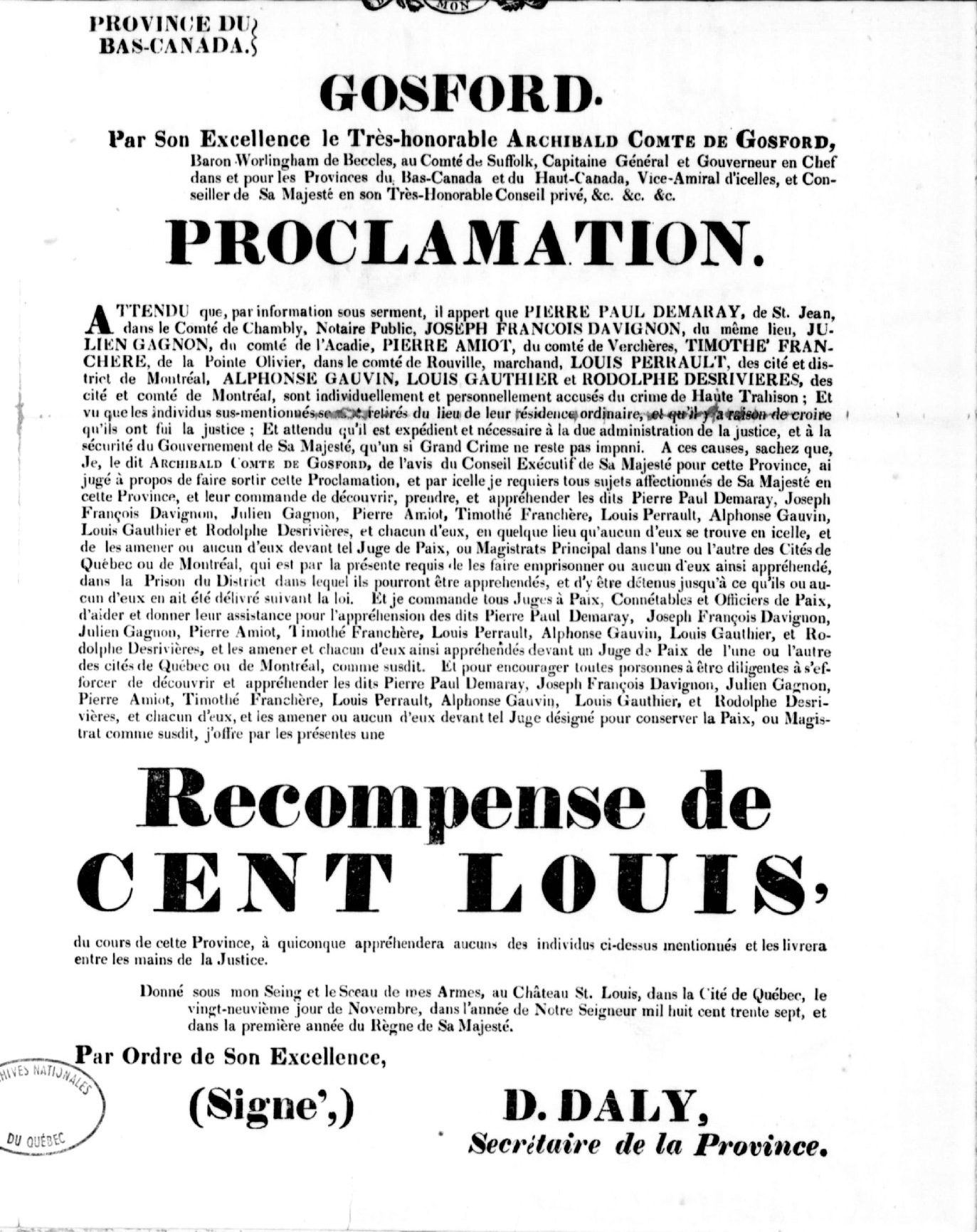
Proclamation du gouverneur de la colonie à l'encontre de Patriotes, dont Davignon

En 1837, après les résolutions Russell, il organise des assemblées, prononce des discours et met sur pied l'Union patriotique de son comté.
Les autorités coloniales britanniques envoient à Saint-Jean un détachement de cavalerie qui, dans la nuit du 16 au 17 novembre, s'empare de Davignon et du notaire Demaray, considérés comme des leaders patriotes. Le matin du vendredi 17 novembre, sur le chemin de Chambly, près de Longueuil, un groupe de patriotes armés commandés par Joseph Vincent et Bonaventure Viger stoppe et met en fuite le détachement de cavalerie et libère les prisonniers. À Longueuil, le forgeron Olivier Fournier les libère de leurs fers,.
Davignon trouve refuge aux États-Unis, à Au Sable Forks, agglomération du comté de Clinton, dans le nord de l'État de New York. Le 29 novembre 1837, le gouverneur britannique Gosford lance des mandats avec récompense pour la capture de plusieurs Patriotes, dont Davignon.

### Aux États-Unis
Au début de 1839, il s'installe définitivement à Au Sable Forks. Il y pratique sa profession de médecin et de chirurgien.
En 1840, à Au Sable Forks , il épouse Elizabeth Ann Fitzgerald, (née en 1819), d'origine irlandaise, fille du gouverneur de la prison de l'État de New York. Le couple aura six enfants,.
Le 19 septembre 1856, Davignon est nommé capitaine et chirurgien régimentaire dans la milice de l'État de New York, 32e régiment, 14e brigade, 4e division. Le 7 septembre 1859, il est promu au rang de major.

#### Médecin nordiste

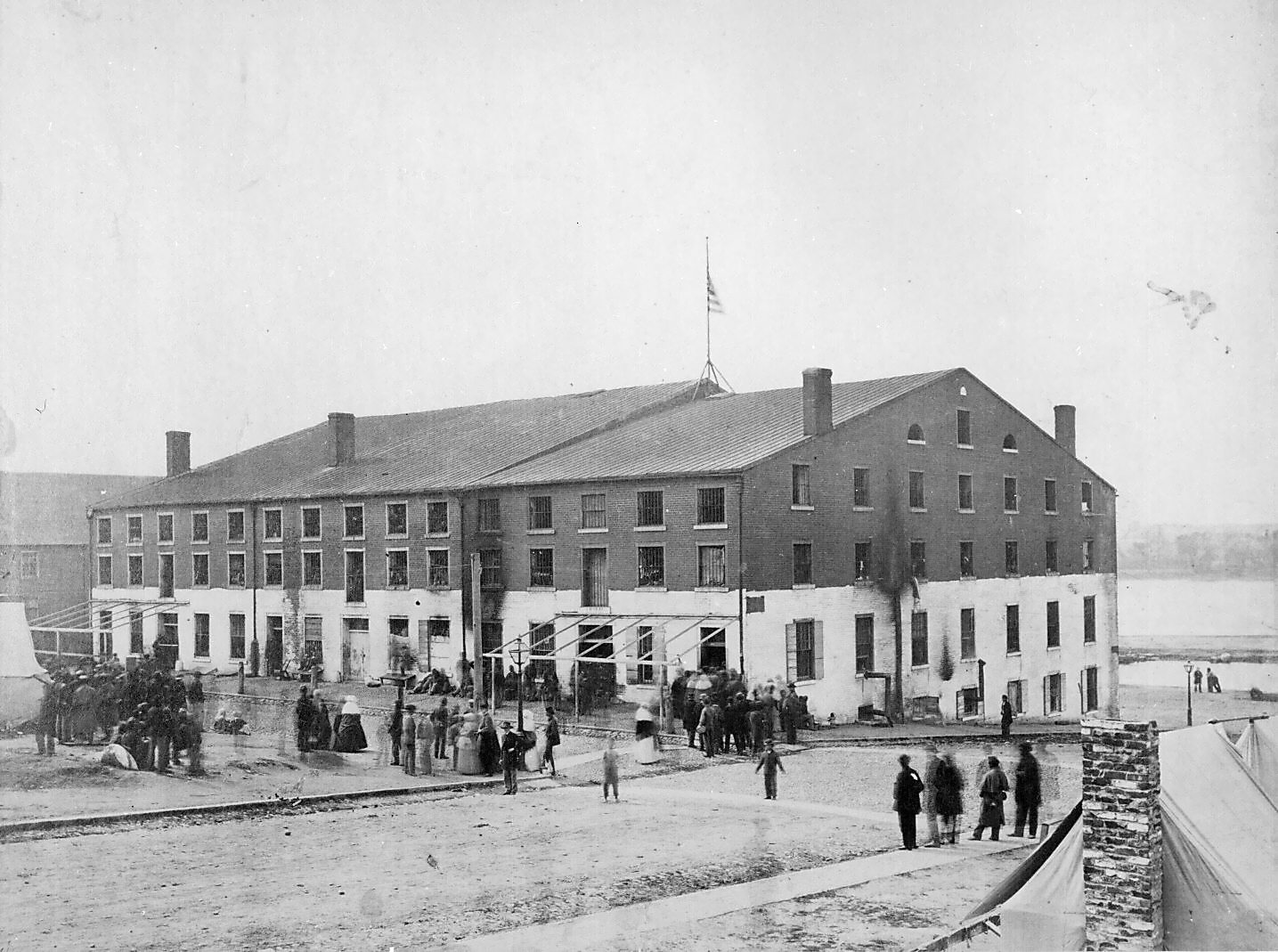
La tristement célèbre prison sudiste Libby, à Richmond, où Davignon fut emprisonné

Lors de la guerre civile aux États-Unis, il s'enrôle dans l'armée de l'Union le 25 novembre 1861 et il exerce comme chirurgien dans le 96e régiment d'infanterie volontaire de New York,,. Il est fait prisonnier par les troupes sudistes en deux occasions. La seconde fois, il demeure emprisonné à la prison Libby à Richmond (Virginie) pendant quatre mois. Il est démobilisé le 14 mars 1865.
Il est inhumé au cimetière Fairview des agglomérations Au Sable Forks et Black Brook, État de New York.
Sa correspondance avec son fils Eugene, écrite pendant les années de la guerre civile aux États-Unis, est conservée aux Archives publiques de l'Ontario.

## Honneurs
Le parc Joseph-François-Davignon à Saint-Jean-sur-Richelieu est nommé en son honneur.